# Liste des lacs de Grèce

## Lacs naturels
| Nom              | Périphérie                    |
| ---------------- | ----------------------------- |
| Lac Amvrakia     | Grèce-Occidentale             |
| Lac Doïran       | Macédoine-Centrale            |
| Lac Dýstos       | Grèce-Centrale                |
| Lac Gaito        |                               |
| Lac Pamvotis     | Épire                         |
| Lac Orestiáda    | Macédoine-Occidentale         |
| Lac Koronia      | Macédoine-Centrale            |
| Lac de Kournás   | Crète                         |
| Lac Lámia        | Grèce-Occidentale             |
| Lac Lysimachia   | Grèce-Occidentale             |
| Lac Mitrikou     | Macédoine-Orientale-et-Thrace |
| Lac Morfi        | Épire                         |
| Lac Ozeros       | Grèce-Occidentale             |
| Lac Prespa       | Macédoine-Occidentale         |
| Petit lac Prespa | Macédoine-Occidentale         |
| Lac Saltíni      | Grèce-Centrale                |
| Lac Stymphale    | Péloponnèse                   |
| Lac Taka         | Péloponnèse                   |
| Lac Trichonida   | Grèce-Occidentale             |
| Lac Vegoritida   | Macédoine-Centrale            |
| Lac Vistonída    | Macédoine-Orientale-et-Thrace |
| Lac Voivis       |                               |
| Lac Volvi        | Macédoine-Centrale            |
| Lac Vouliagméni  | Attique                       |
| Lac Voulismeni   | Crète                         |
| Lac Voulkaria    | Grèce-Centrale                |
| Lac Yliki        | Grèce-Centrale                |

## Lacs artificiels
| Nom             | Périphérie                          |
| --------------- | ----------------------------------- |
| Lac Kremasta    | Grèce-Centrale et Grèce-Occidentale |
| Lac Dóxa        | Péloponnèse                         |
| Lac de Kastráki | Grèce-Occidentale                   |
| Lac du Ladon    | Péloponnèse                         |
| Lac Marathon    | Attique                             |
| Lac Mornos      | Grèce-Centrale                      |
| Lac Kerkíni     | Macédoine-Centrale                  |
| Lac Peneus      | Péloponnèse                         |
| Lac Plastiras   | Thessalie                           |
| Lac de Polýfyto | Macédoine-Occidentale               |
| Lac de Strátos  | Grèce-Occidentale                   |